# Saint-Martin-d'Audouville
Saint-Martin-d'Audouville is een gemeente in het Franse departement Manche (regio Normandië) en telt 120 inwoners (2009). De plaats maakt deel uit van het arrondissement Cherbourg-Octeville.

## Geografie
De oppervlakte van Saint-Martin-d'Audouville bedraagt 3,7 km², de bevolkingsdichtheid is dus 32,4 inwoners per km².
De onderstaande kaart toont de ligging van Saint-Martin-d'Audouville met de belangrijkste infrastructuur en aangrenzende gemeenten.

## Demografie
Onderstaande figuur toont het verloop van het inwonertal (bron: INSEE-tellingen).
1. ↑  Populations de référence 2022.